# Xã Big Prairie, Quận New Madrid, Missouri
Xã Big Prairie (tiếng Anh: Big Prairie Township) là một xã thuộc quận New Madrid, tiểu bang Missouri, Hoa Kỳ. Năm 2010, dân số của xã này là 3.419 người.